# Norman Manea
Norman Manea (19 de julio de 1936) es un escritor rumano de origen judío que vive en Estados Unidos.
Es autor de cuentos, novelas, ensayos y un poema largo. Entre sus temas podemos destacar el Holocausto, la vida cotidiana en la Rumania comunista y el exilio. Es catedrático Francis Flournoy de Cultura Europea y “writer in residence” en el Bard College (Annandale-on-Hudson, Nueva York, EE. UU.). Su libro más celebrado, El regreso del húligan, es una excepcional autobiografía novelada, que cubre casi ochenta años de la historia rumana: la preguerra, la Segunda Guerra Mundial, el comunismo, la transición y el presente. Norman Manea ha sido reconocido y elogiado como un autor importante a nivel internacional desde principios de los noventa, y su obra ha sido traducida a más veinte idiomas. Ha recibido más de veinte premios, como los siguientes: el Premio de la Unión de los Escritores Rumanos en 1984 (anulado por las autoridades comunistas), la Beca Guggenheim (EE. UU.) en 1992, el premio MacArthur en 1992, la Medalla Literaria de New York Public Library en 1993, el premio literario internacional Nonino (Italia) en 2002, la elección en la Academia de Arte de Berlín en 2006, el Premio Médicis Étranger (Francia) en 2006, la Medalla del Mérito Cultural, otorgada por el presidente de Rumania en 2007, el Doctor Honoris Causa por las Universidades de Bucarest y Cluj (Rumania) y la Legión de Honor (Francia) en 2008. Está considerado uno de los más importantes autores contemporáneos a nivel internacional.

## Los años tempranos
Nacido en Burdujeni - Suceava (Bucovina, Rumania   https://goo.gl/maps/wqBFxcj9yBX5a5ZB7), Norman Manea fue deportado en su infancia, en 1941, por las autoridades fascistas rumanas, aliadas con la Alemania nazi, al campo de concentración de Transnistria en Ucrania con su familia y toda la población judía de la región. Volvió en 1945 a Rumania con los que habían sobrevivido de su familia. Estudió ingeniería en el Instituto de Construcciones de Bucarest y acabó el master en hidrotecnia en 1959, trabajando después en urbanismo, trabajo de campo e investigación. Se dedicó por entero a la escritura a partir de 1974. 

## Carrera literaria
Norman Manea publicó por primera vez en Povestea Vorbii (El cuento de la palabra, 1966), una influyente revista de vanguardia que se editó a principios de la “liberalización” en la Rumania comunista y que fue prohibida después de seis números. Hasta que fue obligado a exiliarse (1986) publicó en Rumania diez libros de cuentos, ensayos y novelas. Su obra molestó a las autoridades por su compromiso social y su abierta crítica política y tuvo muchos problemas con la censura oficial. Mientras las autoridades culturales intentaban ocultar su obra, Norman Manea recibió el apoyo y el elogio de los más importantes críticos literarios rumanos. Después de la caída de la dictadura de Ceausescu, varios de sus antiguos y nuevos libros empezaron a ser publicados en Rumania. La aparición en la prensa democrática de Rumania de su ensayo “Felix culpa”, publicado en los Estados Unidos (The New Republic, agosto de 1991) sobre Mircea Eliade y sus antiguas relaciones con el fascismo provocó un gran escándalo en toda la prensa rumana y desató la histeria en los diarios nacionalistas. Ecos de este escándalo pueden encontrarse aun actualmente en algunos artículos de la prensa cultural rumana. Mientras, en los Estados Unidos y en Europa la obra de Norman Manea fue recibida con muchos elogios. Durante las últimas dos décadas fue propuesto para el premio Nobel de literatura tanto por personalidades literarias y académicas como por instituciones de Estados Unidos, Suecia, Rumania, Italia y Francia. Importantes escritores contemporáneos expresaron su admiración hacia la obra del autor y su postura moral antes y después de la caída del comunismo: los premios Nobel Heinrich Boll, Gunther Grass, Octavio Paz, Orhan Pamuk, y también Philip Roth, Claudio Magris, Antonio Tabucchi, E.M. Cioran, Antonio Muñoz Molina, Cynthia Ozick, Louis Begley, entre otros.

## Premios, honores, distinciones
1979 – Premio Literario de la Asociación de Escritores de Bucarest (Rumania)
1984 – Premio Literario de la Asociación de Escritores de Rumania (anulado por las autoridades comunistas)
1987 – DAAD, Beca del Berliner Kunstler Program 
1988 – Beca Fulbright, Catholic University, Washington D.C. (Estados Unidos) 
1989-1992 – Beca de la International Academy for Scholarship and the Arts, Bard College (Estados Unidos)
1993 – Premio Nacional Literario Judío (Estados Unidos)
1996 – Beca de literatura Marie Syrkin Jerusalén (Israel)
1997 – Premio Literario Bucovina (Rumania)
2002 – Premio Internacional de Literatura Nonino (Italia)
2004-2005 – Beca de la Academia Americana en Berlín (Alemania)
2004 – Premio Literario Nápoles para novela extranjera (Italia)
2005 – Premio Holtzbrinck de la Academia Americana en Berlín (Alemania)
2005 – El regreso del húligan, mejor libro extranjero en España
2006 – Lux Mundi, Premio Cultural de Radio Romania Cultural 
2006 – Elegido miembro del jurado del Premio Internacional de Literatura Nonino (Italia)
2006 – Finalista del Premio Femina (Francia)
2006 – Premio Médicis Étranger (Francia)
2006 – Premio Cultural de la Televisión Romania International
2006 – Elegido miembro de la Academia de Arte de Berlín (Alemania)
2007 – Finalista del Premio Latinidad de la Asociación de los países latinos
2007 – Distinguido con la Medalla del Mérito Cultural (grado de comandante) por el presidente de Rumania (Rumania)
2008 – Doctor Honoris Causa, Universidad de Bucarest (Rumania)
2008 – Doctor Honoris Causa, Universidad Babes-Bolyai de Cluj (Rumania)
2009 – Premio Literario de la Fundación del Judaísmo Francés (Francia)
2009 – Finalista del premio Literario de la Fundación Príncipe de Asturias (España)
2009 – Premio de la revista Observator Cultural para la totalidad de la obra (Rumania)
2009 – Commandeur dans l’Ordre des Arts et des Lettres – Legión de Honor (Francia)
2016 - Premio FIL de Literatura en Lenguas Romances (México)

## Obras
1969 Noaptea pe latura lunga / La noche en el lado largo (cuentos), Editura de stat pentru literatura (Editorial del estado para la literatura), Bucarest
1970 Captivi / Cautivos (novela), Editorial Cartea Romaneasca (Editorial el Libro Rumano), Bucarest
1974 Primele porti / Las primeras puertas (cuentos), Editorial Albatros, Bucarest
1977 Cartea fiului / El libro del hijo (novela), Editorial Eminescu, Bucarest
1979 Anii de ucenicie ai lui August Prostul / Los años de aprendizaje de Augusto el Tonto (novela documental), Editorial Cartea Romaneasca, Bucarest, 2005 –Editorial Polirom, Iasi
1981 Octombrie, ora opt / Octubre a las ocho (cuentos), Editorial Dacia, Cluj, Rumania; 1997, Editorial Apostrof, Cluj, Rumania. Traducido al inglés, francés, hebreo, español, italiano, holandés, turco, polaco.
1984 Pe contur / Al borde (ensayos), Editorial Cartea Romaneasca, Bucarest
1986 Plicul negru / El sobre negro, Editorial Cartea Romaneasca, Bucarest: 1996- Editorial de la Fundación Cultural, Bucarest; 2003- Editorial Cartea Romaneasca, Bucarest; 2006-Editorial Polirom, Iasi. Traducido al inglés, alemán, italiano, español (España y México), francés, chino, noruego, holandés, griego, hebreo.
1997 Despre clovni: Dictatorul si artistul / Payasos: el dictador y el artista (ensayos), Editorial Apostrof, Cluj; 2005 –Editorial Polirom, Iasi. Traducido al inglés, alemán, francés, italiano, español, húngaro, chino, polaco, griego. 
1999 Fericirea obligatorie/ La felicidad obligatoria (cuentos), Editorial Apostrof; 2005 –Editorial Polirom, Iasi. Traducido al inglés, alemán, francés, italiano, holandés, español (España y México), griego, noruego. 
1999 Casa melcului/ La casa del caracol (entrevista), Hasefer Publishing House, Bucarest
2003 Intoarcerea huliganului / The Hooligan’s Return (autobiografía novelada), Editorial Polirom, Iasi; 2006, Editorial Polirom, Iasi; 2008, Editorial Polirom, Iasi. Traducido al inglés, alemán, italiano, español, griego, polaco, checo, húngaro, portugués, hebreo, chino, holandés.
2004 Plicuri si portrete / Envelopes and Portraits (ensayos), Editorial Polirom, Iasi.
2006 Textul nomad /El texto nómada (entrevista), Hasefer Publishing House, Bucarest.
2008 Vorbind pietrei /Hablando a la piedra (poema), Editorial Polirom, Iasi. Traducido al inglés, francés, alemán, hebreo, sueco, italiano, español, checo, húngaro, polaco. 
2008 Inaintea despartirii / Antes de la despedida (conversación con Saul Bellow), Editorial Polirom, Iasi.
2008 Variante la un autoportret / Variantes de un autorretrato (cuentos), Editorial Polirom, Iasi.
2009 Vizuina / La guarida (novela), Editorial Polirom, Iasi. 

## Traducciones al español
- El impermeable, trad. Aurelia Alvarez Urbajtel, Madrid, Vuelta, 1991, isbn 9686229442
- Una ventana hacia la clase trabajadora , trad. Doina Stefanescu, Madrid, Grupo libro 88, isbn 8479060905
- Octubre a las ocho, trad. Flavia Company, Barcelona, Emecé, 1994, isbn 8478881204
- El sobre negro, trad. Joaquín Garrigós. Madrid, Metáfora, 2000, isbn 978-84-931418-1-3
- El regreso del húligan, trad. Joaquín Garrigós, Barcelona, Tusquets, 2005, isbn 978-84-8310-308-1
- Payasos: el dictador y el artista, trad. Joaquín Garrigós, Barcelona, Tusquets, 2006, isbn 978-84-8310-478-1
- Felicidad obligatoria, trad. Joaquín Garrigós, Barcelona, Tusquets, 2007, isbn 978-84-8310-374-6
- El té de Proust. Cuentos reunidos, trad. Joaquín Garrigós y Susana Vásquez, Barcelona, Tusquets, 2010, isbn 978-84-8383-242-4
- La guarida, Barcelona, Tusquets, 2012
- La quinta imposibilidad trad. Víctor Ivanovici y Susana Vásquez, Barcelona, Galaxia Gutenberg, 2015, isbn 9788415863908
- La sombra exiliada trad. Marian Ochoa de Eribe, Barcelona, Galaxia Gutenberg, 2022, isbn 9788419075611

## Reseñas
Los libros de Norman Manea han sido reseñados elogiosamente con mucha frecuencia en la prensa cultural americana, británica, francesa, rumana, italiana, española y alemana, dando lugar a muchos artículos. Se pueden encontrar referencias fundamentales en: Neues Literatura Lexicon (1990, Alemania), Literary Exile in the Twentieth Century: An Analysis and Biographical Dictionary (1991, EE. UU.), Contemporary Authors (Gale Group, 1995, 2008, EEUU), Who’s Who in America (Marquis, 1995-2010, EEUU), Dictionarul Esential al Scriitorilor Romani (2001, Rumania), Dictionarul Analitic de Opere Literare (2001, Romania), Dictionarul Scriitorilor Romani (2001, Romania), Dictionary of Literary Biography, Twentieth Century Eastern European Writers, 2001, EEUU), Slovnik Rumunskych Spisovatelu (2001, República Checa), Enciclopedia Exilului Romanesc (2003, Rumania), Dictionar Cronologic al Romanului Romanesc (2004, Rumania), Dictionarul de literatura al Academiei Romane (2005, Rumania), Enciclopedia della Letteratura (2008, Italia).